# محاصره نامور (۱۶۹۵)
محاصره نامور (۲ ژوئیه-۱ سپتامبر ۱۶۹۵ (میلادی)) دومین محاصرهٔ شهر نامور در جنگ نه‌ساله بود. نیروهای اتحاد بزرگ (امپراتوری مقدس روم، پادشاهی انگلستان، پادشاهی اسکاتلند و جمهوری هلند) بار دیگر شهر نامور را از فرانسه، که نامور را در سال ۱۶۹۲ (میلادی) تصرف کرده بود، پس‌گرفتند. نامور را پس‌گرفتن مهم‌ترین حادثهٔ جنگ نه‌ساله دانسته می‌شود.